# Lijst van zonne-energie-installaties in Nederland
Dit is een lijst van fotovoltaïsche zonne-energie-installaties in Nederland (zonneparken en zonnedaken), met een minimaal nominaal vermogen van 0,5 MW.

## Bestaande installaties
| Naam                                     | Ontwikkelaar / Eigenaar                                              | Plaats               | Provincie      | Opp. (ha) | Panelen (aantal) | Nominaal vermogen (MW) | Jaar-opbrengst (GWh) | Huis- houdens | C.F. (%) | Opening   | Ref.          |
| ---------------------------------------- | -------------------------------------------------------------------- | -------------------- | -------------- | --------- | ---------------- | ---------------------- | -------------------- | ------------- | -------- | --------- | ------------- |
| EI                                       | Erkende Installateurs B.V.                                           | Zeist                | Utrecht        | 92        | 43.216           | 18,981                 |                      | 2.440         |          | 2023      |               |
| Armhoede                                 | TPSolar                                                              | Lochem               | Gelderland     |           | 23.000           | 8,9                    |                      | 2.500         |          | 2020      | [ 1 ]         |
| Bavelse Berg                             | Groendus                                                             | Breda                | Noord-Brabant  |           | 94.000           | 37,0                   |                      | 10.000        |          | 2021      | [ 2 ]         |
| Boekelerdijk                             |                                                                      | Alkmaar              | Noord-Holland  | 1,5       | 8.076            | 2,4                    |                      |               |          | 2018      |               |
| bol.com                                  | Eneco                                                                | Waalwijk             | Noord-Brabant  |           | 13.000           | 4                      |                      | 1.200         |          | 2020      | [ 4 ]         |
| Boonstra Transport                       | IBC Solar / SunTricity / Boonstra Transport                          | Haulerwijk           | Friesland      |           | 4500             | 1,5                    |                      |               |          | 2020      |               |
| Ecopark Waalwijk                         | Eneco                                                                | Waalwijk             | Noord-Brabant  |           | 4.200            | 0,70                   |                      |               |          | 2004      |               |
| Energiepark Haringvliet Zuid             | Vattenfall                                                           | Haringvliet          | Zuid-Holland   | 40        | 115.000          | 60,00                  |                      | 39.000        |          | 2020      |               |
| Fort de Pol                              | Solarfields                                                          | Zutphen              | Gelderland     |           | 14.504           | 5,00                   | 4,7                  | 1.440         |          | 2019      | [ 6 ]         |
| Home Center Wolvega                      | Groenleven                                                           | Wolvega              | Friesland      |           | 15.000           | 3,9                    |                      |               |          | 2017      |               |
| De Kie                                   | Solarfields                                                          | Franeker             | Friesland      |           | 29.008           | 10,15                  |                      |               |          | 2018      |               |
| Rhenus Logistics                         | KiesZon                                                              | Eindhoven            | Noord-Brabant  |           | 15.318           | 4,00                   | 4,135                |               |          | 2017      | [ 7 ]         |
| Shell Moerdijk                           | SolarEnergyWorks / Shell                                             | Moerdijk             | Noord-Brabant  |           | 76.000           | 27                     |                      |               |          | 2019      |               |
| Solarpark Azewijn                        | Pfixx Solar                                                          | Azewijn              | Gelderland     |           | 36.000           | 1,6                    |                      |               |          | 2011      |               |
| Solarpark Galecop                        | Solarpark Galecop BV                                                 | Nieuwegein           | Utrecht        | 5         | 8.200            | 2,2                    |                      |               |          | 2018      |               |
| Sportcentrum De Uithof                   | GroenLeven                                                           | Den Haag             | Zuid-Holland   |           | 8.150            | 2,40                   |                      |               |          | 2018      |               |
| Solarpark Groene Hoek                    | SolarEnergyWorks SADC / NaGa Solar                                   | Hoofddorp            | Noord-Holland  | 46        | 189.814          | 32,9                   |                      | 9.000         |          | 2018      |               |
| Sportpark Noordveen                      | Ecorus                                                               | Zutphen              | Gelderland     |           | 6.000            | 1,6                    |                      |               |          | 2018      |               |
| SnowWorld                                |                                                                      | Landgraaf            | Limburg        |           | 10.000           | 2,70                   |                      |               |          | 2017      |               |
| SnowWorld                                |                                                                      | Zoetermeer           | Zuid-Holland   |           | 3.000            | 0,50                   |                      |               |          | 2017      |               |
| SunPort Delfzijl                         | Wirsol/SunPort                                                       | Delfzijl             | Groningen      | 30        | 116.334          | 30,00                  |                      | 7.500         |          | 2017      | [ 8 ] [ 9 ]   |
| Tata Steel                               |                                                                      | IJmuiden             | Noord-Holland  |           | 80.000           | 22,00                  |                      |               |          | 2016-2018 |               |
| Twence                                   | Twence (afvalverwerker)                                              | Hengelo              | Overijssel     | 20        | 61.000           | 17,5                   |                      | 4.500         |          |           |               |
| Wehkamp                                  |                                                                      | Zwolle               | Overijssel     |           | 10.000           | 2,50                   |                      |               |          | 2015      |               |
| Zonnebron                                | GroenLeven                                                           | Emmeloord            | Flevoland      | 14        | 43.500           | 12,5                   |                      | 4.000         |          |           |               |
| Zonnepark Abdissenbosch                  | Bodemzorg Limburg                                                    | Landgraaf            | Limburg        | 12,5      | 30.000           | 12                     |                      | 3.000         |          | 2021      | [ 10 ]        |
| Zonnepark Ameland                        | Amelander Energie Coöperatie                                         | Ameland              | Friesland      |           | 23.025           | 6,00                   |                      |               |          | 2016      |               |
| Zonnepark Appelscha                      | GroenLeven                                                           | Appelscha            | Friesland      | x         | 36.000           | 12,50                  |                      | 3600          |          | 2018      |               |
| Zonnepark Avri Solar                     | Solarfields                                                          | Geldermalsen         | Gelderland     | 12        | 34.368           | 9,30                   |                      | 2.500         |          | 2018      |               |
| Zonnewijde Breda                         | Breda DuurSaam                                                       | Breda                | Noord-Brabant  |           | 6.970            | 1,78                   |                      |               |          | 2017      |               |
| Zonnepark Budel                          | Solarcentury                                                         | Budel                | Noord-Brabant  | 60        | 154.000          | 44,00                  |                      | 12.500        |          | 2018      |               |
| Zonnepark Buinerveen                     | Goldbeck / Chint                                                     | Buinerveen           | Drenthe        | 40        | 110.000          | 45,00                  |                      | 13.600        |          | 2020      |               |
| Zonnepark De Dogger                      | Zonne-Energie Dogger B.V.                                            | Den Helder           | Noord- Holland | 5         | 19.350           | 7,45                   |                      |               |          | 2020      |               |
| Zonnepark Donkerbroek                    | GroenLeven                                                           | Donkerbroek          | Friesland      | x         | 6.400            | 2,20                   |                      | 630           |          | 2018      |               |
| Zonnepark Groningen Woldjerspoor         | GroenLeven                                                           | Groningen            | Groningen      | x         | 43.000           | 12,00                  |                      | 3500          |          | 2018      |               |
| Zonnepark Harlingen                      |                                                                      | Harlingen            | Friesland      |           | 3.528            | 0,95                   |                      |               |          | 2016      |               |
| Zonnepark Haulerwijk                     | GroenLeven                                                           | Haulerwijk           | Friesland      | x         | 20.000           | 8,20                   |                      | 2360          |          | 2018      |               |
| Zonnepark Heldair 1                      | Ecorus                                                               | Den Helder           | Noord-Holland  | 9,6       | 25.200           | 8,40                   |                      | 3.000         |          | 2021      | [ 11 ] [ 12 ] |
| Zonneweide Kooypunt                      | Vattenfall                                                           | Den Helder           | Noord-Holland  | 15        |                  | 12,5                   | 13                   |               |          | 2021      | [ 13 ]        |
| Zonnepark Jutterszon                     | ShareNRG                                                             | Den Helder           | Noord- Holland | 2,5       |                  |                        |                      |               |          | 2021      |               |
| Zonnepark TT Assen                       | GroenLeven                                                           | Assen                | Drenthe        | x         | 20.000           | 5,64                   |                      | 2000          |          | 2016      |               |
| Zonnepark Tweede Exloërmond              | GroenLeven                                                           | Tweede Exloërmond    | Drenthe        | x         | 4.500            | 1,3                    |                      | 300           |          | 2015      |               |
| Zonnepark Lange Runde                    | SolarEnergyWorks / Statkraft                                         | Emmen                | Drenthe        | 18        | 118.200          | 14,10                  | 14                   | 4.000         | 11,2     | 2018      |               |
| Zonnepark Ouddorp                        | Deltawind                                                            | Ouddorp              | Zuid-Holland   |           | 2.900            | 0,84                   |                      |               |          | 2012      |               |
| Zonnedak Scania                          | Zonneplan                                                            | Zwolle               | Overijssel     |           | 22.000           | 6,00                   |                      |               |          | 2018      | [ 14 ]        |
| Zonnepark De Vaandel                     | Ecorus                                                               | Heerhugowaard        | Friesland      |           | 34.000           | 9,6                    |                      |               |          | 2018      |               |
| Zonnepark Veendam                        | Astronergy                                                           | Veendam              | Groningen      |           | 57.288           | 15,50                  |                      |               |          | 2018      |               |
| Zonnepark Hoogveld Zuid Uden             | TPSolar                                                              | Uden                 | Noord-Brabant  | 14        | 43.000           | 12,25                  |                      | 3.500         |          | 2018      |               |
| Zonnepark Appelscha Hoog                 | GroenLeven                                                           | Appelscha            | Friesland      | 18        | 36.000           | 12,5                   |                      | 3.600         |          |           |               |
| Zonnepark Burgum                         | Engie                                                                | Bergum               | Friesland      |           | 18.432           | 5,0                    |                      |               |          | 2018      |               |
| Zonnepark Bedrijventerrein – Stadskanaal | SolarEnergyWorks, eigenaren van Bedrijventerrein Stadskanaal / Obton | Stadskanaal          | Groningen      | 18,3      | 117.000          | 13,9                   |                      | 4.300         |          | 2017      |               |
| Zonneweide Eemnes                        | KiesZon/Eemnes                                                       | Eemnes               | Utrecht        | 7         | 19.000           | 5                      |                      | 1.500         |          |           |               |
| Zonnepark Laarberg                       | Greenspread                                                          | Groenlo              | Gelderland     |           | 6.664            | 2,23                   | 2,175                | 750           |          | 2018      | [ 15 ] [ 16 ] |
| Zonnepark Louisegroeve                   | Naga Solar                                                           | Geleen               | Limburg        | 5         | 10.573           | 3                      |                      | 1.000         |          |           |               |
| Zonnepark Mercurius                      | SolarEnergyWorks, MBP BV / Obton                                     | Stadskanaal          | Groningen      | 6,1       |                  | 4,4                    |                      | 1.300         |          | 2018      |               |
| Zonnepark Oosterweilanden                |                                                                      | Vriezenveen          | Overijssel     | 14        | 40.000           |                        |                      |               |          | 2019      | [ 17 ]        |
| Zonnepark Ooltgensplaat                  | Sunstroom                                                            | Ooltgensplaat        | Zuid-Holland   | 37        | 132.000          | 37,6                   |                      | 11.750        |          |           |               |
| Zonnepark Scaldia                        | Solarpark Zeeland                                                    | Vlissingen/Borsele   | Zeeland        | 38        | 141.204          | 54,5                   |                      | 14.000        |          | 2018      |               |
| Zonnepark Transberg                      | TPSolar                                                              | Dordrecht            | Zuid-Holland   | 10        | 22.000           | 7,5                    |                      | 2.100         |          | 2019      |               |
| Zonnepark de Vlaas                       | Coöperatie Zonnepark de Vlaas                                        | Deurne               | Noord-Brabant  |           | 18.208           | 4,9                    |                      |               |          | 2018      |               |
| Zonnepark Roodehaan                      | Hanergy, SolarEnergyWorks en Sunprojects                             | Groningen            | Groningen      | 22        | 81.000           | 11,4                   |                      | 3.500         |          | 2019      |               |
| Zonnepark Oranjepoort                    | GroenLeven e.a.                                                      | Nieuw-Dordrecht      | Drenthe        | 35        | 80.000           | 30                     |                      | 8.000         |          |           |               |
| Zonnepark Aadijk Almelo                  | SolarEnergyWorks                                                     | Almelo               | Overijssel     | 40        | 120.808          | 39,7                   |                      | 10.900        |          | 2020      |               |
| Zonnepark Belvédère                      | Bodemzorg Limburg                                                    | Maastricht           | Limburg        | 7,4       | 30.000           | 11,00                  |                      | 3.500         |          | 2020      | [ 18 ]        |
| Zonnepark Duurkenakker                   | Sunvest                                                              | Muntendam            | Groningen      | 44        | 160.000          | 64                     |                      | 20.000        |          | 2020      | [ 19 ]        |
| Zonnepark Exloo                          | GroenLeven                                                           | Exloo                | Drenthe        | 59        | 136.000          | 49                     | 47                   | 21.000        |          | 2021      | [ 20 ]        |
| Zonnepark IJsselmeerdijk Lelystad        | Sunvest Ontwikkeling B.V.                                            | Lelystad             | Flevoland      |           | 24.000           | 9,6                    |                      |               |          | 2020      |               |
| Zonnepark Midden-Groningen               | Chint Solar                                                          | Hoogezand-Sappemeer  | Groningen      | 117       | 316.216          | 102                    |                      | 32.000        |          | 2019      | [ 21 ] [ 22 ] |
| Zonnepark Vlagtwedde                     | Powerfield                                                           | Vlagtwedde           | Groningen      | 120       | 320.000          | 110,073                |                      | 31.450        |          | 2020      | [ 23 ]        |
| Zonnepark waternet Nieuwegein            | Watertransportmaatschappij Rijn-Kennemerland                         | Nieuwegein           | Utrecht        |           | 14.000           | 3,8                    |                      |               |          | 2018      |               |
| Zonnepark Wieringermeer                  |                                                                      | Middenmeer           | Noord- Holland |           | 11.000           |                        |                      | 1.000         |          | 2019      | [ 24 ]        |
| Zonnepark Zuyderzon Almere               | HVC / Sunwatt                                                        | Almere               | Flevoland      | 25        | 98.560           | 34,003                 |                      |               |          | 2019      |               |
| Sinnegreide                              | Solarfields                                                          | Achtkarspelen        | Friesland      |           | 30.436           |                        | 11,7                 |               |          | 2018      | [ 25 ]        |
| Drijvend Zonnepark Lingewaard            | Gietwaterbedrijf Bergerden                                           | Bergerden            | Gelderland     |           | 6.150            |                        | 1,80                 |               |          | 2018      | [ 26 ]        |
| Zonnepark Overbetuwe                     | Sunvest                                                              | Langs de Betuweroute | Gelderland     | 60        | 120.000          | 80,00                  |                      | 15.000        |          | 2023      | [ 27 ]        |
| De Watering                              | Solarfields                                                          | Coevorden            | Drenthe        |           | 31.724           |                        | 12,1                 |               |          | 2019      | [ 28 ]        |
| Geefsweer                                | Solarfields                                                          | Delfzijl             | Groningen      |           | 22.000           |                        | 7,30                 |               |          | 2019      | [ 29 ]        |
| Ziekenhuis Nij Smellinghe                |                                                                      | Drachten             | Friesland      |           | 9.000            | 2,70                   |                      |               |          | 2019      | [ 30 ]        |

## Geplande installaties
| Naam                                              | Ontwikkelaar / Eigenaar       | Plaats       | Provincie     | Opp. (ha) | Panelen (aantal) | Nominaal vermogen (MW) | Jaar-opbrengst (GWh) | Huis- houdens | C.F. (%) | Opening       | Ref.          |
| ------------------------------------------------- | ----------------------------- | ------------ | ------------- | --------- | ---------------- | ---------------------- | -------------------- | ------------- | -------- | ------------- | ------------- |
| ’t Bellegoor                                      |                               | Beltrum      | Gelderland    |           | 23345            | 9,40                   |                      | 2.550         |          | 2021-2022     | [ 31 ]        |
| Zonnepark Aardbrandsven                           | Sunvest                       | Cranendonck  | Brabant       | 50        |                  | 61,00                  |                      | 20.000        |          | 2022-2023     | [ 32 ]        |
| Zonnepark Heldair 2                               | Ecorus                        | Den Helder   | Noord-Holland |           | 43.000           | 25                     | 22                   |               |          | 2025          | [ 33 ]        |
| Hoogheemraadschap Hollands Noorderkwartier (RWZI) |                               | Den Helder   | Noord-Holland |           | 6.000            |                        |                      |               |          |               | [ 34 ]        |
| Vliegveld Eelde                                   | Groenleven                    | Eelde        | Drenthe       |           | 77.000           | 17,00                  |                      |               |          | 2018-2019     |               |
| Zonnedijk                                         | Solarfields                   | Eemsmond     | Groningen     |           | 18.500           | 5,75                   |                      |               |          | 2018          |               |
| Zonnepark Armhoede                                | TPSolar                       | Lochem       | Gelderland    |           | 23.000           | 9,00                   |                      |               |          | 2020          |               |
| Zonnepark Berkelweide                             | TPSolar                       | Lochem       | Gelderland    |           | 25.000           | 9,50                   |                      |               |          | 2020          |               |
| Zonnepark Lanakerveld                             | Sunvest                       | Maastricht   | Limburg       | 31        | 135.000          | 53,40                  |                      | 20.000        |          | 2023 Q1       | [ 35 ]        |
| Zonnepark Menterwolde                             | Sunvest                       | Menterwolde  | Groningen     |           | 215.000          | 56,10                  |                      |               |          | 2018-2019     |               |
| Vloeivelden Hollandia                             | Solarfields                   | Nieuw-Buinen | Drenthe       | 60        | 300.000          | 120,00                 |                      | 35.000        |          | 2021          | [ 36 ] [ 37 ] |
| Zonnepark Zeeland Solar                           | Zeeland Refinery              | Nieuwdorp    | Zeeland       |           | 28.500           | 11,00                  |                      |               |          | Medio 2018    |               |
| Zonnepark De Grift                                | WindpowerNijmegen             | Nijmegen     | Gelderland    |           | 17.000           | 4,7                    | 4,4                  | 1.250         | 10,7     | 2020          | [ 38 ]        |
| Zonnepark Sas van Gent-Zuid                       | Shell                         | Terneuzen    | Zeeland       | 24        | 55.000           | 30,00                  |                      |               |          | November 2021 |               |
| Rhenus Logistics                                  |                               | Tilburg      | Noord-Brabant |           | -                | 3,50                   |                      |               |          | Eind 2018     |               |
| Zonnedak Greenport Venlo                          | Kieszon                       | Venlo        | Limburg       |           | 28.000           | 7,00                   |                      |               |          | 2018          |               |
| Venraysbroek                                      |                               | Venray       | Limburg       |           |                  | 6                      |                      |               |          |               |               |
| Gansoyensesteeg                                   | Langstraat Energie Coöperatie | Waalwijk     | Noord-Brabant |           | 14.560           | 5,00                   |                      |               |          | >2020         | [ 39 ]        |
| Zonnepark Winterswijk Arrisveldweg                | Solarcentury                  | Winterswijk  | Gelderland    | 7,2       | 26.000           | 7,8                    |                      | 2.000         |          | >2020         | [ 40 ]        |
| Zonnepark Rondweg West                            | Lohan en Tolzon               | Winterswijk  | Gelderland    | 8,9       | 19.000           |                        |                      | 1.400         |          | >2020         | [ 41 ] [ 42 ] |
| PontMeyer Zaandam                                 | Devcon Ecosystems             | Zaandam      | Noord-Holland |           | 10.500           | 3,00                   | 2,65                 | 800           |          | 2019          | [ 43 ]        |
| Zonnepark Zuidbroek                               | Sunvest                       | Zuidbroek    | Groningen     | 39        | 120.000          | 48,00                  |                      | 15.000        |          | 2022          | [ 44 ]        |
| Wehkamp uitbreiding                               |                               | Zwolle       | Overijssel    |           | 7.000            | -                      |                      |               |          | Eind 2018     |               |

## Zonnewarmte
Dit is een lijst van zonnewarmte-installaties (zonnecollectorenvelden):
| Naam             | Ontwikkelaar / Eigenaar | Plaats | Provincie | Opp. (ha) | Collectoren (aantal) | Nominaal vermogen (MW) | Jaar- opbrengst (GJ) | Huis- houdens   | C.F. (%) | Opening | Ref.   |
| ---------------- | ----------------------- | ------ | --------- | --------- | -------------------- | ---------------------- | -------------------- | --------------- | -------- | ------- | ------ |
| Zoneiland Almere | Vattenfall              | Almere | Flevoland | 1,5       | 520                  |                        | 9.750                | 2.700(voor 10%) |          | 2010    | [ 45 ] |